# Lagenoderus fairmairei
Lagenoderus fairmairei es una especie de coleóptero de la familia Attelabidae.

## Distribución geográfica
Habita en Madagascar.